# Аріберт Мог
Аріберт Мог (нім. Aribert Mog; 3 серпня 1904 — 2 жовтня 1941) — німецький кіноактор, який грав головні та другорядні ролі в 1930-х роках. Був членом Войовничої ліги німецької культури та Націонал-соціалістичної організації виробничих осередків. У травні 1940 року призваний на військову службу і наступного року загинув у боях на Східному фронті у складі 9-го піхотного полку Потсдама.